# Matematikus

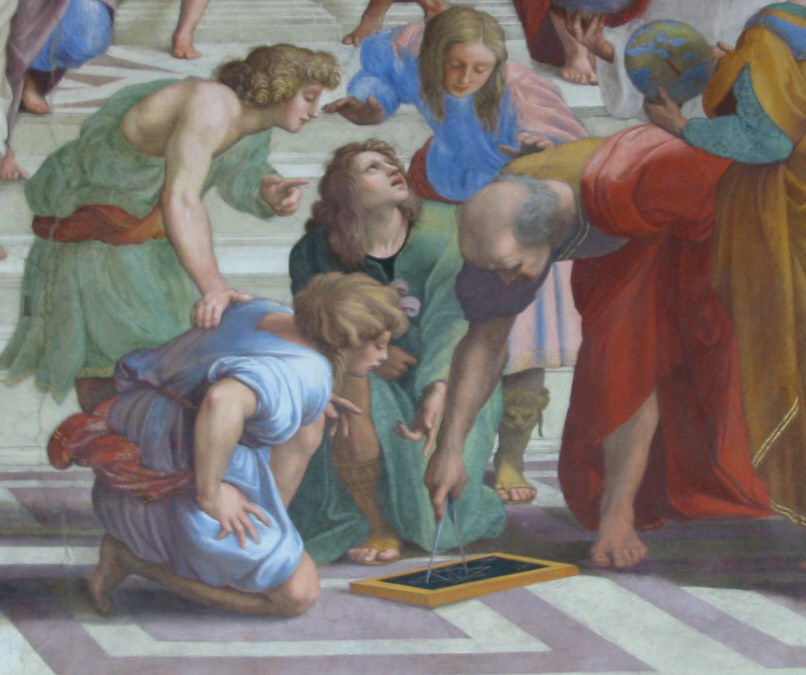
Eukleidész, görög matematikus (jobbra), aki a „geometria atyja” néven is ismert

A matematikus olyan személy, akinek kutatási szakterülete a matematika. Más szóval, a matematikus olyan személy, aki új tudással vagyis új tételekkel járul hozzá a matematikához. Vannak ugyanakkor alkalmazott matematikusok, akik magas szintű matematikai tudással rendelkeznek, de nem elméleti kutatómunkát folytatnak, hanem a matematika valamilyen területen történő alkalmazásával foglalkoznak. Meg kell azonban különböztetni azokat a más területeken dolgozó szakembereket, akik a saját területükön felhasználják a matematikát, például fizikusok, informatikusok, mérnökök, közgazdászok, őket általában nem tekintik matematikusnak.
Néhány híres ember a matematikusról:
Lord Kelvin: A matematikus olyan személy, akinek
annyira világos, mint az, hogy 1+1=2.
Rényi Alfréd: A matematikus olyan gép, amely kávéból tételeket gyárt.
Johann Wolfgang von Goethe: A matematikusok olyanok, mint a franciák; az ember beszél velük, ők ezt lefordítják a saját nyelvükre, és akkor már valami egészen mást jelent. („Die Mathematiker sind eine Art Franzosen; redet man mit ihnen, so übersetzen sie es in ihre Sprache, und dann ist es alsobald ganz etwas anderes.”)